# Olalla García
María Olalla García García (Madrid, 1973) es una escritora, traductora e historiadora española.

## Biografía
Nació en Madrid. Durante su infancia vivió también en Castellón de la Plana, Alcázar de San Juan, Cartagena y, finalmente, en Alcalá de Henares, donde reside actualmente. En agosto de 2023 fue la pregonera de las Ferias de Alcalá. Estudió historia en la Universidad de Alcalá, realizando estudios de postgrado en Bolonia y París. Se especializó en historia antigua de Persia, en la que está ambientada su primera novela. Compagina su actividad de escritora con la docencia (Historia de la literatura) y la traducción literaria.
Cultiva sobre todo la novela histórica ambientada en la Antigüedad tardía o el Siglo de Oro, los periodos que mejor conoce por sus estudios e investigaciones profesionales. En menor medida también se ha dedicado a la narrativa contemporánea.

## Obra literaria
- Ardashir, rey de Persia (Ed. Suma; 2005. Edición de bolsillo: Punto de lectura; 2006). Centrada en la figura del fundador de Imperio sasánida, Ardashir I, en torno a la fecha de la caída de la Dinastía Arsácida. Narrada desde la perspectiva de un protagonista secundario al servicio del gran rey, nos introduce el mundo de la Persia del siglo III DC, era de variedad de eventos definitivos en la historia de Persia y la antigüedad tardía.[2]

- Las Puertas de Seda (Ed. Espasa; 2007. Edición de bolsillo: Booket; 2009). La novela vuelve a tratar la historia de Persia en la época del Imperio sasánida, en esta ocasión mostrando sus relaciones con el Imperio romano. La trama gira en torno a dos hermanos y el enfrentamiento entre los imperios romano y sasánida. Separados por la invasión de los persas de Antioquía sus vidas de deslizan en dos ambientes diferentes:  el uno como superviviente de la invasión, la otra como esclava en un harén. Con rigurosidad histórica, nos presenta el enfrentamiento entre dos civilizaciones con valores y referentes diferentes.[3]

- El jardín de Hipatia (Ed. Espasa; 2009). Ambientada en la Alejandría de principios del s. V d. C. Narra la historia de Atanasio de Cirene que desembarca en Alejandría con la esperanza de unirse a la academia de Hipatia. La novela nos sumerge en la ciudad de Alejandría y sus luchas de poder.[4]

- Rito de paso (Ed. B Histórica; 2014). En 1607, desembarca en Malta Caravaggio, el primer gran genio de la pintura barroca. De personalidad tenebrosa y violenta, llega a la isla huyendo de una condena a muerte por asesinato. Su presencia pronto revolucionará la tranquilidad del lugar y pondrá en jaque a los Caballeros de Malta.[5]

- En tierra de Nadie (Ed. Pàmies; 2016). Narrativa contemporánea. El mundo que rodea a Adela se desintegra día a día, pero nadie más parece darse cuenta. Un thriller ambientado en el mundo editorial, que trata sobre la libertad para vivir la propia vida frente a las expectativas ajenas.[6]

- El taller de libros prohibidos (Ed. B; 2018. ISBN 978-84-1314-071-1). Año 1572. Una librera y un oficial de imprenta buscan el único ejemplar de un libro desaparecido siglos atrás. Pero, en los tiempos de Felipe II y el Índice de libros prohibidos del Inquisidor General Valdés el contacto con cualquier libro prohibido podía resultar muy peligroso.[7]

- Pueblo sin rey (Ed. B; 2020. ISBN 978-84-666-6813-2). Año 1520. "Mientras Carlos I se dirige a Alemania para ser coronado emperador, el pueblo castellano se alza en comunidad, reclamando más poder frente al rey y dando comienzo a la Guerra de las Comunidades de Castilla."[8]

- «Despedida», en Voces de Kiev (Ed. Edhasa; 2022. ISBN 978-84-35048682). Relato breve en una obra con relatos de otros autores. Basado en una fotografía del comienzo de la Guerra de Ucrania en 2022 con la finalidad de recaudar fondos para los niños exiliados y refugiados políticos.[9]

- La buena esposa (Ed. B; 2022. ISBN 9788466672726). Alcalá de Henares en el siglo XVII. La vida novelada de Francisca de Pedraza, basada en los sucesos reales de la primera mujer de España que logró legalmente la separación matrimonial y una orden de alejamiento a su marido por malos tratos.[10]

- Pecado nefando (Edhasa; 2025. ISBN 978-84-350-6460-6). En la España de Felipe II una niña esclava esconde, bajo sus ropas femeninas, un alma de hombre. Así que decide presentarse al mundo como varón y ejercer su verdadera vocación, la de cirujano. Para ello, quebrantará todas las leyes, e incluso atormentará su cuerpo. Todo se complica aún más cuando se enamora de la joven María del Caño y decide casarse con ella: un pecado nefando que se castiga con pena de muerte. La vida novelada de Eleno de Céspedes, que nos ha llegado a través de las actas de su proceso ante la Inquisición española.[11]

## Investigación y ensayo
- "Expansión y conquista: el argumento de sanción territorial en tiempos de los primeros sasánidas", Boletín de la Asociación Española de Orientalistas, ISSN 0571-3692, XXXIV, 1998, págs. 297-311

- "El matrimonio consanguíneo en la Persia aqueménida: la perspectiva griega", Polis: Revista de ideas y formas políticas de antigüedad clásica, ISSN 1130-0728, N.º 12, 2000, págs. 43-72.

- "¿Barbarie o propaganda oficial?: la captura de Valeriano", Actas del X Congreso Español de Estudios Clásicos / coord. por Emilio Crespo, María José Barrios Castro, Vol. 3, 2001, ISBN 84-7882-453-7, págs. 83-87.

- "Xwedodah: el matrimonio consanguíneo en la Persia Sasánida". Una comparación entre fuentes pahlavíes y greco-latinas", Iberia: Revista de la Antigüedad, ISSN 1575-0221, N.º 4, 2001, págs. 181-198.

- "Relaciones consanguíneas en la mitología y su reflejo en el orden social". La recepción del mito clásico en la literatura y el pensamiento, Actas de las I y II Jornadas de Tradición Clásica, ISBN 699-7641-9, ed. por Aurelia Ruiz Sola, Begoña Ortega Villaro, 2002, págs. 272-283.

- María Pacheco. Colección: Mujeres Poderosas, n.º de volumen: 27, ed. RBA Editores, 2021[12]

## Traducciones
- Stendhal, La abadesa de Castro (Impedimenta, 2007)
- Flaubert, Noviembre (Impedimenta, 2007)
- Dominique de Nobécourt y Jérôme de Nobécourt, La última profecía de Nostradamus (Espasa, 2008)
- Textos de Voltaire, D'Alembert y Vaucanson dentro de El rival de Prometeo (Impedimenta, 2009)
- Rula Jebreal, Miral (Espasa, 2010)
- Michèle Gazier y Bernard Ciccolini, Virginia Woolf (Impedimenta, 2012)
- Maximilien Le Roy y A. Dan, Thoreau, la vida sublime (Impedimenta, 2013)
- Christophe Gaultier, El fantasma de la Ópera (Impedimenta, 2014)
- Isabel Greenberg, La Enciclopedia de la Tierra Temprana (Impedimenta, 2014)
- Lanoe Falconer (Mary Elizabeth Hawker),Cecilia de Noël, dentro de Damas oscuras (Impedimenta, 2017)
- Michael Frayn, Al final de la mañana (Impedimenta, 2018)
- Tom Tryon, El otro (Impedimenta, 2019)
- Marie Corelli, El ángel del escultor, Sophie Wenzel Ellis, Dama blanca y Lady Eleanor Smith, A la luz de las velas, dentro de Reinas del abismo (Impedimenta, 2020)
- Mario Lodi, Comenzar por el niño (Kalandraka, 2023)
- Adrian Goldsworthy, El muro (Pàmies, 2023)
- Michèle Petit, Los libros y la belleza. Somos animales poéticos (Kalandraka, 2024)
- Julian Gloag, Cada noche a las nueve (Impedimenta, 2024)